# Фазаноопашата якана
Фазаноопашатата якана (Hydrophasianus chirurgus) е вид птица от семейство Jacanidae, единствен представител на род Водни фазани (Hydrophasianus).

## Разпространение и местообитание
Разпространен е в Бангладеш, Виетнам, Индия, Индонезия, Камбоджа, Китай, Лаос, Малайзия, Мианмар, Непал, Оман, Пакистан, Сингапур, Тайланд, Филипините, Шри Ланка и Япония.